# Даев переулок
Да́ев переу́лок — переулок в Красносельском районе Центрального административного округа города Москвы, один из Сретенских переулков. 
Переулок в основном застроен зданиями конца XIX и начала XX века. Здесь же в новейшие времена построены несколько строений бизнес-класса.

## Описание
Даев переулок проходит с запада на восток от улицы Сретенки до проспекта Академика Сахарова почти параллельно Сретенскому бульвару и Садовому кольцу, в западной части лежит между Сретенским тупиком и Селивёрстовым переулком. Протяжённость переулка составляет 500 метров. В западной части на него выходят Ананьевский переулок с нечётной стороны и Костянский переулок с чётной стороны. В восточной части его пересекает Уланский переулок.

## Происхождение названия
Изначально в XVIII веке переулок был назван Сомароцким — по фамилии местного домовладельца дьяка И. В. Сомароцкого, жившего здесь в 1728 году. В начале XIX века получил название Булгаковский — по фамилии домовладельца бригадира И. А. Булгакова. Затем именовался Лупишным, Лупихиным и Лупихинским — по находившемуся здесь кабаку «Лупиха». В XIX веке Даевский — по фамилии местного домовладельца статского советника Петра Даева.

## История

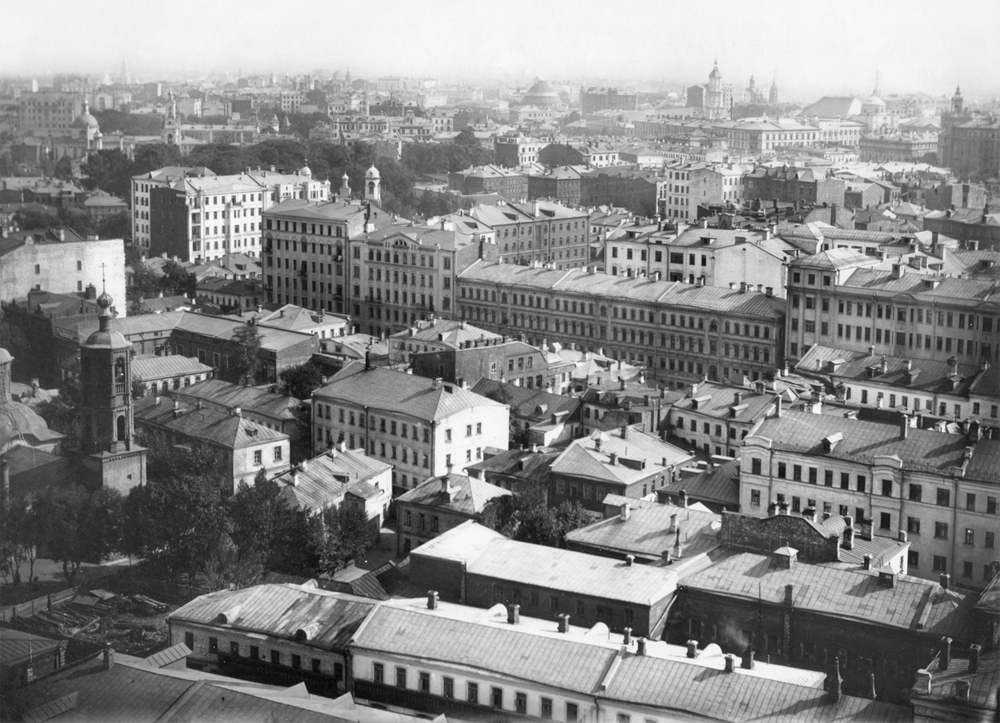
Вид с Сухаревой башни на западную часть Даева переулка (в центре), 1914 год

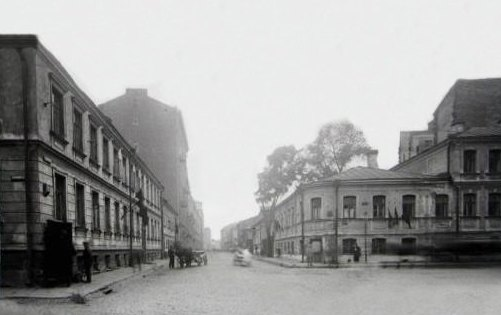
Даев переулок, 1930-е годы

В начале XVI века по линии современного переулка протекал ручей, впадавший в реку Неглинную. В конце XIX — начале XX веков здесь были построены ряд примечательных зданий, во многом определивших современный вид западной части Даева переулка.
Мария Павловна Чехова, сестра Антона Павловича Чехова в своих воспоминаниях писала: «В 1876 году, приехав из Таганрога, поселились в доме Поливаева на Грачевке, от Садовой улицы направо. Затем переехали в дом Морозова и Леонтьева в Даевом переулке на Сретенке, по правую сторону, потом жили в переулке на левой стороне, дом был внизу каменный, а верх деревянный и калитка в сад. Соседками были две балерины…».

## Примечательные здания и сооружения

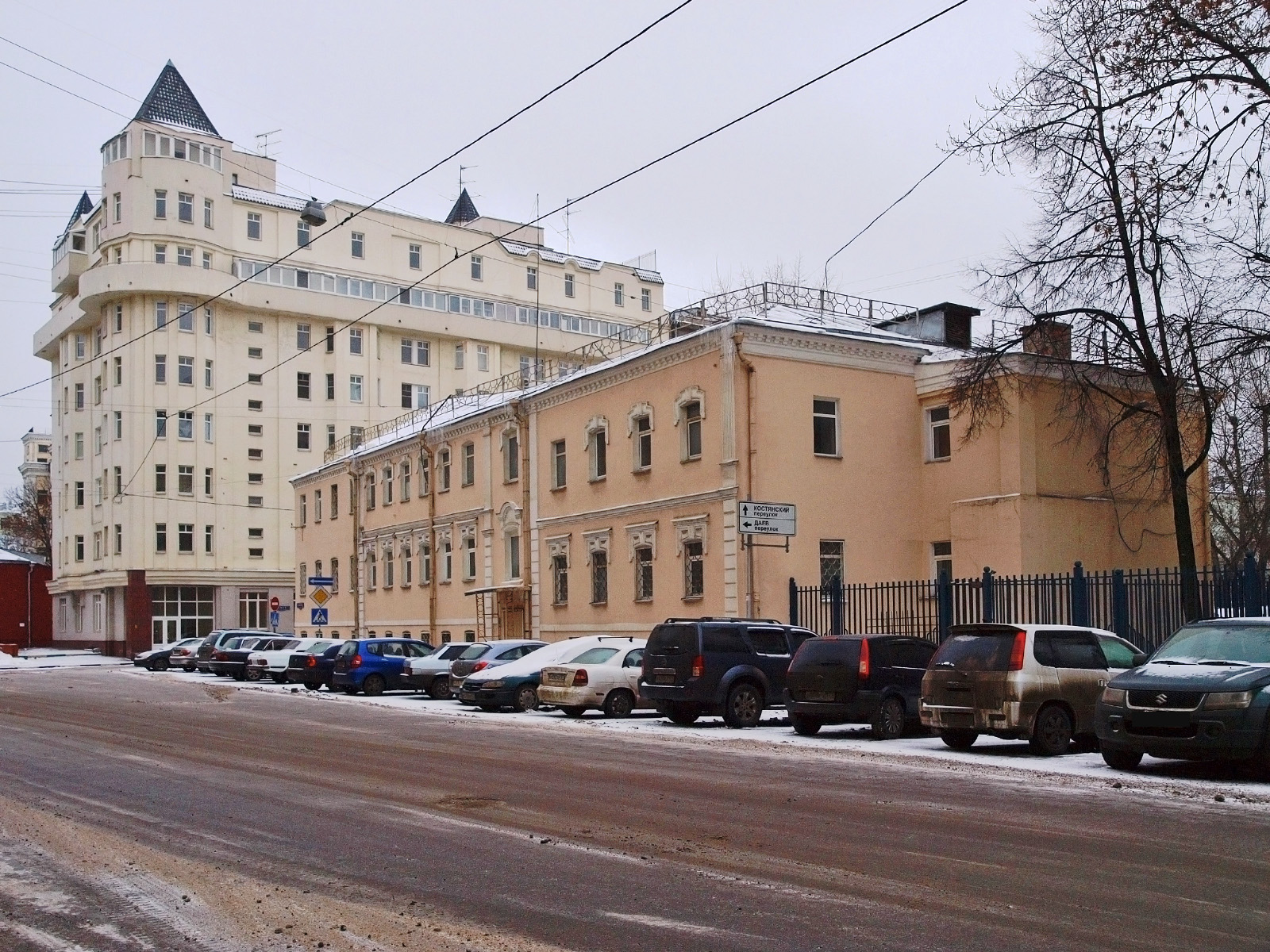
В центре — дом № 13, вид с Ананьевского переулка

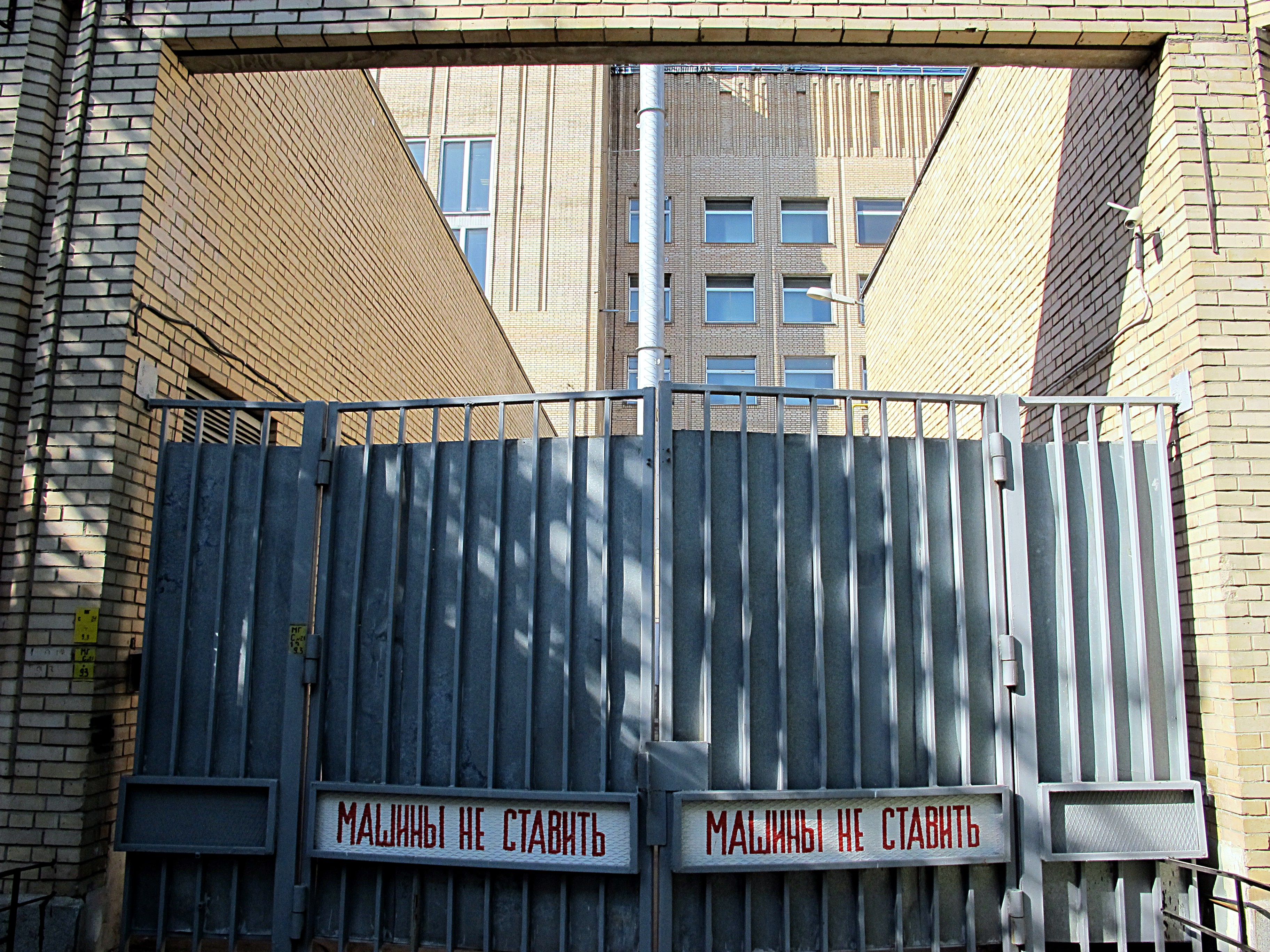
«Конструктивистские» ворота поликлиники № 5

Нумерация домов ведётся от улицы Сретенки.
По нечётной стороне:
- № 1/28 — С 2001 года в здании на углу Сретенки и Даева переулка размещается Московский городской университет управления Правительства Москвы — государственное образовательное учреждение высшего профессионального образования[5]. В 1920-х годах в здании размещалась гостиница «Крым»[6].
- № 3 — городская поликлиника № 5[7]. Ранее на этом месте находились собственные доходные дома архитектора Б. М. Нилуса, построенные в 1912—1915 годах.
- № 13 — дом, в котором в 1870-х—1880-х годах жил и работал учёный-терапевт и эндокринолог В. Д. Шервинский[8]. Здание занимает военный комиссариат Красносельского района Центрального административного округа[9].  Выявленный объект культурного наследия № 2951520№ 2951520.
- № 15 — жилой дом постройки второй половины 1920-х годов. В фасаде здания характерной архитектуры того времени, выходящем на Даев и Ананьевский переулки, чередование лоджий и эркеров задаёт пространственный ритм[10].
- № 31 — доходный дом 1909 года постройки, архитектор — В. К. Олтражевский[11].

По чётной стороне:
- № 2 — жилой дом. Здесь в 1925—1958 годах жил пианист и композитор Борис Чайковский[12].
- № 4 — пятиэтажный доходный дом постройки 1912 года, с фасадом, украшенным лепниной в классическом стиле;
- № 6 — шестиэтажный доходный дом постройки 1913 года, архитекторы — С. Ф. Воскресенский и М. М. Черкасов[13]. В лаконичном  неоклассическом фасаде здания ощущается влияние рационализма[10].
- № 20 — бизнес-центр «Даев-Плаза» (1994—1996, Моспроект-2, архитекторы Д. Солопов, В. Колосницын, Д. Пшеничников и другие)[14]